# História da literatura em Portugal
Denominamos Literatura de Portugal (doravante literatura portuguesa) a literatura escrita na língua portuguesa por escritores portugueses. Fica excluída, no âmbito deste artigo, a literatura brasileira, assim como as literaturas de outros países lusófonos e, também, as obras escritas em Portugal nas línguas distintas do português, como o latim e o castelhano. O início da literatura portuguesa encontra-se na poesia galega medieval, desenvolvida originalmente na Galiza e no Norte de Portugal. A Idade de Ouro situa-se no Renascimento, momento em que aparecem escritores como Gil Vicente, Bernardim Ribeiro, Sá de Miranda e, sobretudo, o grande poeta épico Luís de Camões, autor de Os Lusíadas. O século XVII ficou marcado pela introdução do Barroco em Portugal e é geralmente considerado como um século de decadência literária, não obstante a existência de escritores como o Padre António Vieira, o Padre Manuel Bernardes e Francisco Rodrigues Lobo. Os escritores do século XVIII, para contrariarem uma certa decadência da fase barroca, fizeram um esforço no sentido de recuperar o nível da idade dourada – o neoclassicismo, através da criação de Academias e Arcádias literárias. Com o século XIX, foram abandonados os ideais neoclássicos, Almeida Garrett introduziu o Romantismo, seguido por Alexandre Herculano e Rebelo da Silva. No campo do Romance, na segunda metade do século XIX, desenvolveu-se o Realismo, de feição naturalista, cujos máximos representantes foram Eça de Queiroz, Ramalho Ortigão e Camilo Castelo Branco. As tendências literárias do século XX estão representadas, principalmente, por Fernando Pessoa, considerado como o grande poeta nacional a par de Camões e, já nos seus últimos anos, pelo desenvolvimento da prosa de ficção, graças a autores como António Lobo Antunes e José Saramago, Prémio Nobel de Literatura.

## Idade Média

### Origens da literatura portuguesa

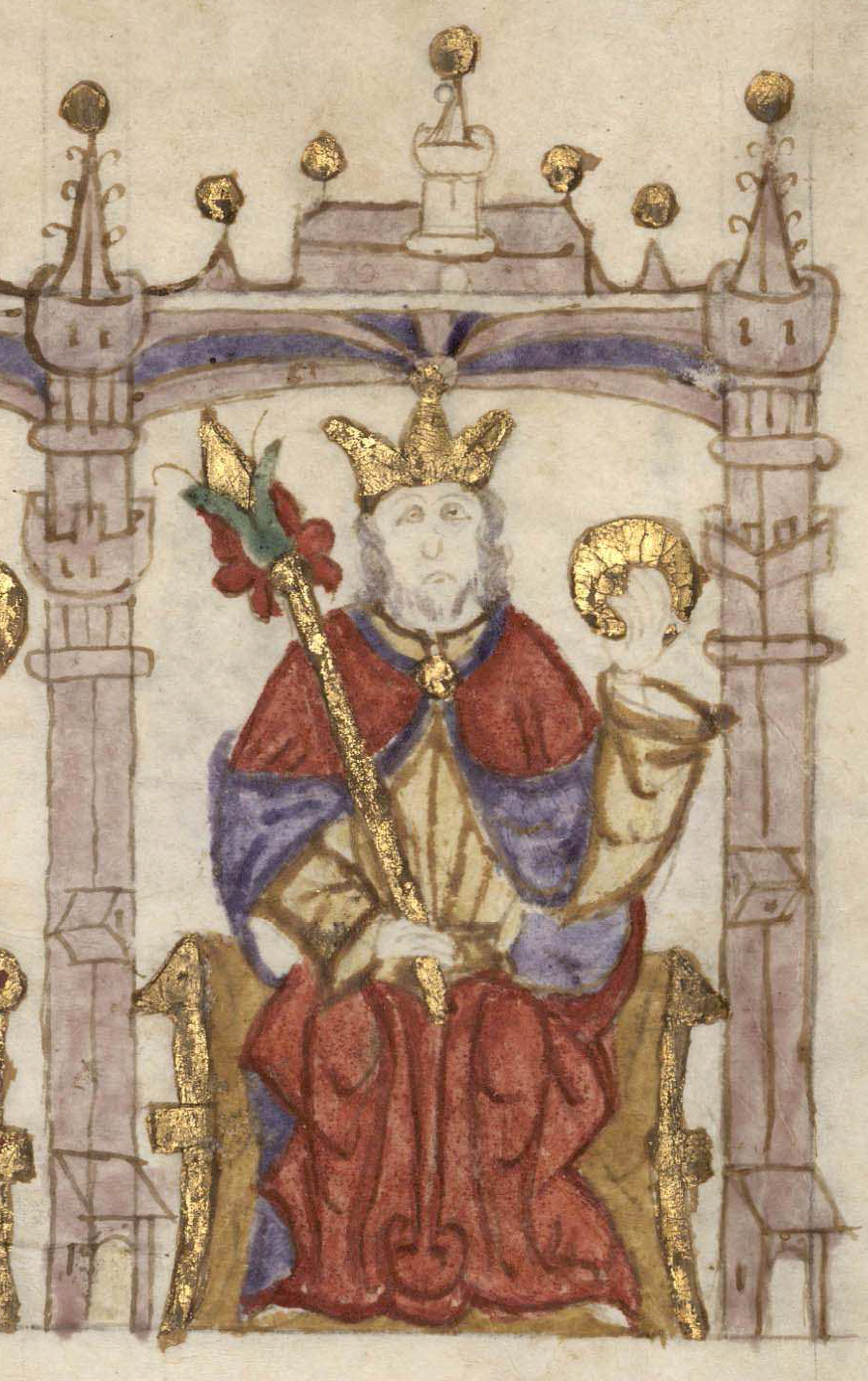
D. Dinis, Rei de Portugal

A literatura portuguesa nasceu formalmente no momento em que surgiu o português como língua escrita, nos séculos XII e XIII. Ainda que seja provável a existência de formas poéticas anteriores, os primeiros documentos literários conservados pertencem precisamente à lírica galego-portuguesa, desenvolvida entre os séculos XII e XIV com uma importante influência na poesia trovadoresca provençal. Esta lírica era formada por canções ou cantigas breves, difundidas por trovadores (poetas) e segréis (instrumentistas) e desenvolveu-se primeiro na Galiza e no Norte de Portugal. Mais tarde, trasladou-se para a corte de Afonso X o Sábio, rei de Castela e de Leão, onde as cantigas continuaram a ser escritas em galego-português.
Os primeiros poetas conhecidos são João Soares de Paiva e Paio Soares de Taveirós, sendo de autoria deste último a "Cantiga da Ribeirinha", também conhecida como "Cantiga da Garvaia". Outros poetas desenvolveram a sua arte na corte do rei D. Afonso III de Portugal e mais tarde na de D. Dinis, ambos monarcas protetores e impulsionadores da cultura livresca. O corpus total da lírica galaico-portuguesa, composto por 1685 textos, excluindo as Cantigas de Santa Maria, está reunido em Cancioneiros ou Livros das Canções: o Cancioneiro da Ajuda, Cancioneiro da Vaticana e Cancioneiro da Biblioteca Nacional de Lisboa (Colocci Brancuti), além dos pergaminhos Vindel e Sharrer.
A prosa em português teve um desenvolvimento mais tardio que a poesia e não apareceu até ao século XIII, época em que adotou a forma de breves crónicas, hagiografias e tratados de genealogia denominados Livros de Linhagens. Não se conservou nenhum cantar de gesta portuguesa, mas sim, em mudança, livros de cavalaria, como a "Demanda do Santo Graal". Nesta época, escreveu-se além disso, possivelmente, a primeira versão, hoje perdida, do Amadis de Gaula, cujos três primeiros livros foram escritos segundo algumas fontes por um tal João Lobeira, trovador de finais do século XIII. Estas narrações cavalheirescas, ainda que desprezadas pelos homens cultos de finais da Idade Média e do Renascimento, gozaram do favor popular, dando lugar às intermináveis sagas dos "Amadises" e os "Palmerins", tanto em Portugal como em Espanha.

### O século XV
No final do século XIV, com a Crise de 1383-1385, inicia-se uma nova etapa na literatura portuguesa. Nesta época, os reis continuaram ligados à criação poética: o Rei D. João I de Portugal escreveu um Livro da Caça, e seus filhos D. Duarte I e Pedro, Duque de Coimbra compuseram tratados morais. Também nesta época, um escriba anónimo contou a história heróica de Nuno Álvares Pereira na Crónica do Condestável. A tradição cronística portuguesa começou com Fernão Lopes, que compilou as crónicas dos reinados de D. Pedro I, D. Fernando I e D. João I, combinando a paixão pela exatidão com uma especial destreza para a descrição e o retrato. Gomes Eanes de Zurara, que lhe sucedeu no posto como cronista oficial e escreveu a Crónica da Guiné e das guerras africanas, é igualmente um historiador bastante fiável, cujo estilo, no entanto, está afetado pelo pedantismo e a tendência moralizante. Seu sucessor, Rui de Pina, evitou estes defeitos e ofereceu um relato se não artístico, pelo menos útil, dos reinados de D. Duarte, D. Afonso V e D. João II. A sua história do reinado deste último monarca foi, também, reutilizada pelo poeta Garcia de Resende, que a enfeitou com episódios vividos por si em primeira pessoa e a publicou com o seu nome.
No campo da poesia, esta época está marcada pela influência da poesia renascentista italiana, em especial de Petrarca, que se introduziu na literatura portuguesa através da espanhola. Isto levou a que muitos autores, como Pedro Condestável de Portugal, amigo de Íñigo López de Mendoza, escrevessem em castelhano. Evidências da influência da literatura italiana sobre a portuguesa nesta época são o gosto pela alegoria ou pelas referências à Antiguidade Clássica. Nesta época colecionaram-se cancioneiros como o Cancioneiro Geral compilado por Resende, que contém o labor de uns 300 cavaleiros e poetas de tempos de D. Afonso V e D. João II e que foi inspirado por Juan de Mena, Jorge Manrique e outros poetas espanhóis. A maioria destas composições eram poesias artificiosas e conceptuais de temática amorosa ou satírica. Entre os escassos poetas que demonstraram um especial talento e verdadeiro sentimento poético encontram-se o próprio Resende, autor de uns versos à morte de Inês de Castro, Diogo Brandão, autor de um Fingimento de Amores, ou o próprio Condestável D. Pedro. No entanto, entre estes cancioneiros aparecem também três nomes que estavam destinados a mudar o curso da literatura portuguesa: Bernardim Ribeiro, Gil Vicente e Sá de Miranda.

## O século XVI: o Renascimento
O Renascimento, como movimento artístico, científico e literário, o que aqui interessa, floresceu na Europa nos séculos XIV ao XVI, valorizando os temas em torno do homem (o Humanismo) e a busca de conhecimento e inspiração nas obras da Antiguidade Clássica (o Classicismo).
O movimento teve início na Itália, sendo Petrarca, Dante e Boccaccio os seus maiores vultos literários precursores. Francesco Petrarca, em O Cancioneiro, glorificou o amor na sua poesia lírica e fixa a forma do soneto, Dante Alighieri fez a síntese da alma medieval com o espírito novo em A Divina Comédia e Giovanni Boccaccio, no Decameron fez a crítica da sociedade do seu tempo.
O Cancioneiro Geral, publicado por Garcia de Resende em 1516, e referido no tópico precedente, é o elo entre o século XV – o século da introdução do Humanismo em Portugal – e o século XVI – século ainda do Humanismo, mas por excelência do Classicismo. No Cancioneiro estão representados mais de duzentos poetas, sendo o Cancioneiro o repositório da maior parte da produção poética portuguesa que está entre o fim do período literário medieval e o início do período clássico, entre eles o próprio Garcia de Resende com as famosas Trovas à Morte de Inês de Castro, Gil Vicente e Sá de Miranda.

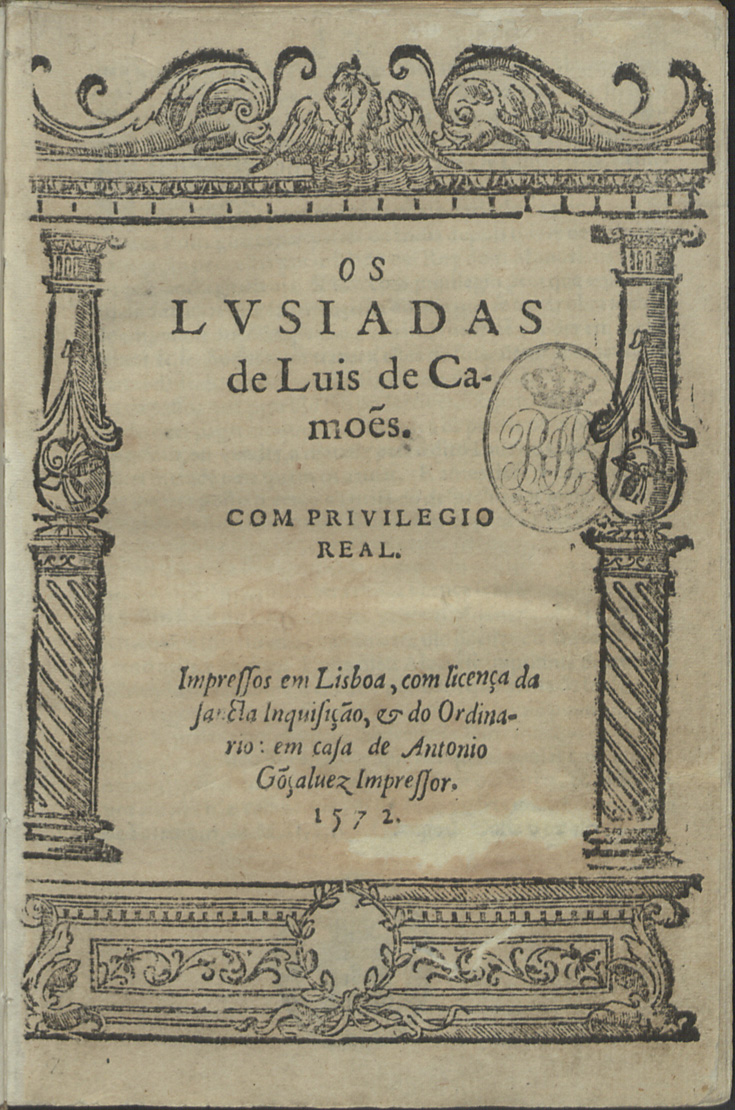
Os Lusíadas, edição de 1572

### A Lírica e a épica
O século XVI inicia-se com a introdução de novos géneros literários provenientes do estrangeiro, sobretudo de Itália. Entre eles temos a poesia pastoril, introduzida em Portugal por Bernardim Ribeiro; ao mesmo género pertencem as éclogas de Cristóvão Falcão. Estas composições, assim como as Cartas de Sá de Miranda, foram compostas em versos de arte maior, desprezando-se a chamada medida velha (denominada também como "metro nacional" para distingui-lo do hendecassílabo de gosto italiano), a qual acabou por ser usada, por exemplo, por Camões nas suas "obras menores", por Gonçalo Anes Bandarra nas suas profecias ou por Gil Vicente.
No campo da poesia lírica, além do já citado Sá de Miranda, que introduziu as formas da escola italiana na literatura portuguesa (o soneto, a canção, a sextina, as composições em tercetos e em oitavas e os versos de dez sílabas), cabe citar António Ferreira, Diogo Bernardes, Pero Andrade de Caminha e Frei Agostinho da Cruz, todos eles seguidores da escola italiana, ainda que nas suas obras se possa apreciar certo artificialismo nos modelos, o que acontece menos nas obras de Frei Agostinho da Cruz.
A poesia épica desenvolveu-se sobretudo graças a Luís de Camões, que foi capaz de fundir os elementos clássicos com os elementos nacionais para criar uma poesia nova, e sobretudo uma verdadeira épica culta nacional, em especial em Os Lusíadas. Os seus seguidores, entre eles Jerónimo Corte-Real, Luís Pereira Brandão, Francisco de Andrade, Gabriel Pereira de Castro, Francisco de Sá de Meneses ou Brás Garcia de Mascarenhas, nunca alcançaram o seu nível, não passando as obras destes autores de crónicas em verso.

### O teatro
Gil Vicente é considerado o "pai do teatro português", graças às suas quarenta e uma peças (catorze em português, onze em castelhano e as demais bilíngues). Entre elas existem autos e mistérios (de carácter sagrado e devocional) e farsas, comédias e tragicomédias (de carácter profano). Iniciou a sua carreira em 1502 com uma série de obras religiosas, entre as quais se destaca o Auto da Alma e a trilogia dos Autos das Barcas. Mais tarde Gil Vicente experimentou o género satírico e finalmente desenvolveu a comédia em obras como Farsa de Inês Pereira ou Floresta de Enganos. A ação dos seus autos é simples, os diálogos inspirados e vivos e os versos, as mais das vezes, alcançaram uma grande beleza. Os dramaturgos que vieram depois não lhe foram superiores em talento. Os autores cultos que seguiram a Gil Vicente apenas conseguiram êxitos razoáveis: Jorge Ferreira de Vasconcelos foi o autor da primeira comédia em prosa, a Comédia Eufrosina, e António Ferreira construiu com A Castro uma tragédia débil, ainda que com alguns ecos de Sófocles. O teatro ajudou a desenvolver a literatura portuguesa.

### A prosa
A prosa, por seu lado, desenvolveu-se magistralmente durante o século XVI, sobretudo a prosa histórica e científica, as crónicas de viagens e a prosa religioso-moralista e filosófica.
As Décadas de João de Barros, continuadas por Diogo do Couto, descreveram com mestria as façanhas dos portugueses na conquista do Oriente; Damião de Góis, humanista e amigo de Erasmo, descreveu com uma destacável independência o reinado do rei D. Manuel I de Portugal. Jerónimo Osório tratou o mesmo tema em latim, mas as suas interessantes Cartas apresentam um tom mais vulgar. Entre outros autores que trataram das viagens ao Oriente estão Fernão Lopes de Castanheda, António Galvão, Gaspar Correia, Brás de Albuquerque, Frei Gaspar da Cruz e Frei João dos Santos. As crónicas reais ficaram nas mãos de Francisco de Andrade e Frei Bernardo da Cruz; Miguel Leitão de Andrada compilou um interessante volume intitulado Miscelânea.
A literatura de viagens desta época é demasiado extensa para ser resumida: os exploradores portugueses visitaram e descreveram a costa de África, a Etiópia, a Síria, a Pérsia, a Índia, o Extremo Oriente e o Brasil. Sobressai como mostra deste tipo de obras a Peregrinação de Fernão Mendes Pinto, que narrou as suas aventuras num estilo vigoroso e colorido, assim como a História Trágico-Marítima reúne breves historias anónimas sobre naufrágios entre 1552 e 1604.
Os diálogos de Samuel Usque, um judeu de Lisboa, também merecem ser mencionados. Os temas religiosos eram objeto geralmente de tratados em latim, mas entre os autores moralistas que empregaram a língua vulgar estão Frei Heitor Pinto, Frei Amador Arrais e Frei Tomé de Jesus, cujos Trabalhos de Jesus foram traduzidos em várias línguas.

## Barroco
Em geral, a literatura portuguesa do século XVII tem sido considerada inferior à do século anterior, que por isso atinge a qualificação de Século de Ouro. Esta inferioridade atribuiu-se ao absolutismo da monarquia, e à influência da Inquisição, que impôs a censura e o Index Librorum Prohibitorum. No entanto, pode apreciar-se um declínio geral, tanto político como cultural, da nação portuguesa neste século. O Gongorismo e o Maneirismo manifestam-se nos poetas "seiscentistas", impondo o gosto pelo retórico e o obscuro. A revolução que levaria à Independência de Portugal em 1640 não conseguiu no entanto investir a tendência descendente, nem atenuar a influência cultural de Espanha, de maneira que o castelhano seguiu sendo a língua mais usada entre as classes dominantes e entre os autores que procuravam uma audiência mais ampla, tendo os autores portugueses de séculos anteriores sido esquecidos como modelos. Esta influência estrangeira foi especialmente forte no teatro: os dramaturgos portugueses escreveram em castelhano, de maneira que o português só foi empregue em peças religiosas de escasso valor ou em comédias engenhosas como as de Francisco Manuel de Melo, autor de um Auto do Fidalgo Aprendiz. Nesta época surgiram diversas Academias de nomes exóticos que tentaram elevar o nível geral das letras portuguesas, mas que se perderam em discussões estéreis e ajudaram ao triunfo do pedantismo.

### Poesia lírica
No século XVII, continuaram a produzir-se obras do género pastoril, como as de Francisco Rodrigues Lobo, melodiosas ainda que artificiosas. D. Francisco Manuel de Melo, autor de sonetos morais, escreveu também imitações de romances populares, como o Memorial a Juan IV, bem como os engenhosos Apólogos Diálogos, e a filosofia doméstica da Carta de Guia de Casados, em prosa. Outros poetas deste período são Soror Violante do Ceo e Frei Jerónimo Baia, gongoristas, Frei Bernardo de Brito, autor da Sylvia de Lizardo e os escritores satíricos Tomás de Noronha e António Serrão de Castro.

### Prosa

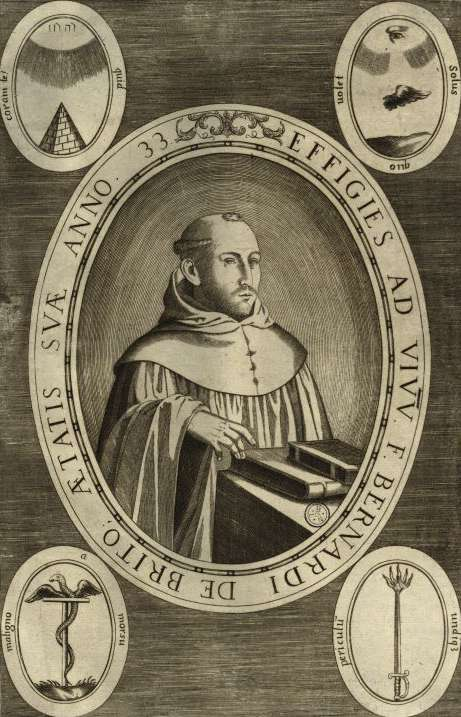
Bernardo de Brito

O século XVII foi em geral mais produtivo no campo da prosa do que no do verso: floresceram a historiografia, a biografia, a eloquência religiosa e o género epistolar. Os principais historiadores desta época foram monges que trabalhavam nas suas instituições e não, como no século anterior, viajantes ou conquistadores, testemunhas dos factos narrados; isto fez com que em geral fossem melhores estilistas que historiadores. Por exemplo, dentre os cinco autores que contribuíram para a extensa obra Monarquia Lusitana, só Frei António Brandão estava consciente da importância da evidência documental. Frei Bernardo de Brito, por exemplo, começou a obra com a Criação e terminou-a onde deveria tê-la começado, confundindo constantemente lenda e verdade histórica. Frei Luís de Sousa, famoso estilista, trabalhou com materiais anteriores para criar a famosa hagiografia Vida de D. Frei Bartolomeu dos Mártires e seus Anais do Rei D. João III. Manuel de Faria e Sousa, historiador e comentarista da obra de Camões, elegeu o castelhano como meio de expressão, como Melo quando se propôs relatar as Guerras Catalãs, enquanto Jacinto Freire de Andrade relatou numa linguagem grandiloquente a vida do vice-rei justiceiro D. João de Castro.
A eloquência religiosa atingiu o seu máximo expoente neste século, no qual a originalidade e o poder imaginativo dos seus sermões fizeram com que o português Padre António Vieira fosse considerado em Roma como o "Príncipe dos Oradores Católicos". Os discursos do horaciano Manuel Bernardes podem ser considerados um modelo clássico de prosa portuguesa. A escritura epistolar está representada por sua vez por autores como Francisco Manuel de Melo, Frei António das Chagas e pelas cinco cartas que compõem as Cartas de Soror Mariana Alcoforado.

## Neoclassicismo
A afetação marcou a literatura portuguesa da primeira metade do século XVIII, época a partir da qual são notórias algumas mudanças graduais que desembocariam na grande reforma literária conhecida como Romantismo. Distintos homens que fugiram para o estrangeiro para escaparem do despotismo reinante contribuíram para o progresso intelectual da nação durante os últimos anos do século. Verney criticou, por exemplo, os obsoletos métodos educativos e expôs a decadência literária e científica da nação no Verdadeiro Methodo de Estudar, enquanto as diversas Academias e Arcádias trabalharam por conseguir a pureza do estilo e a dicção e traduziram melhor os clássicos estrangeiros.

### As Academias
A Academia da História, estabelecida por D. João V em 1720, à imitação da francesa, publicou quinze volumes de Memórias e fundou as bases do estudo crítico dos Anais portugueses; entre seus membros estavam Caetano de Sousa, autor de uma volumosa História da Casa Real, ou o bibliógrafo Barbosa Machado. A Real Academia das Ciências, fundada em 1780, fez algo similar com respeito à crítica literária, ainda que este labor tenha sido levado a cabo fundamentalmente por outras instituições similares, as Arcádias.

### Poesia: as Arcádias
Dentre as Arcádias, equivalente literário das Academias, a mais importante era a Arcádia Lusitana (também conhecida como Arcádia Olissiponense) estabelecida em 1756 pelo poeta António Dinis da Cruz e Silva, com a intenção de "formar uma escola que sirva de bom exemplo em eloquência e poesia". Esta Academia incluía alguns dos escritores mais influentes de sua época: Pedro António Joaquim Correia da Serra Garção compôs uma Cantata de Dido, bem como sonetos, odes e epístolas; os versos bucólicos de Domingos dois Reis Tira tinham a singeleza e a doçura dos de Bernardim Ribeiro, enquanto o poema épico-satírico Hyssope, do próprio Cruz e Silva, satirizava os tipos sociais locais e a galomania da época com humor. As disputas internas levaram à dissolução da Arcádia em 1774, que tinha já, no entanto, contribuído para elevar a qualidade dos textos e introduzir novas formas poéticas na literatura portuguesa. Infortunadamente, alguns dos seus elementos não só imitaram os clássicos greco-latinos e os poetas renascentistas portugueses mas desenvolveram um estilo frio e cerebral, com expressão excessivamente académica. Muitos dos poetas da Arcádia seguiram o exemplo do Mecenas da época, o Conde de Ericeira e dedicaram-se a nacionalizar o pseudoclassicismo que tinham aprendido em França.

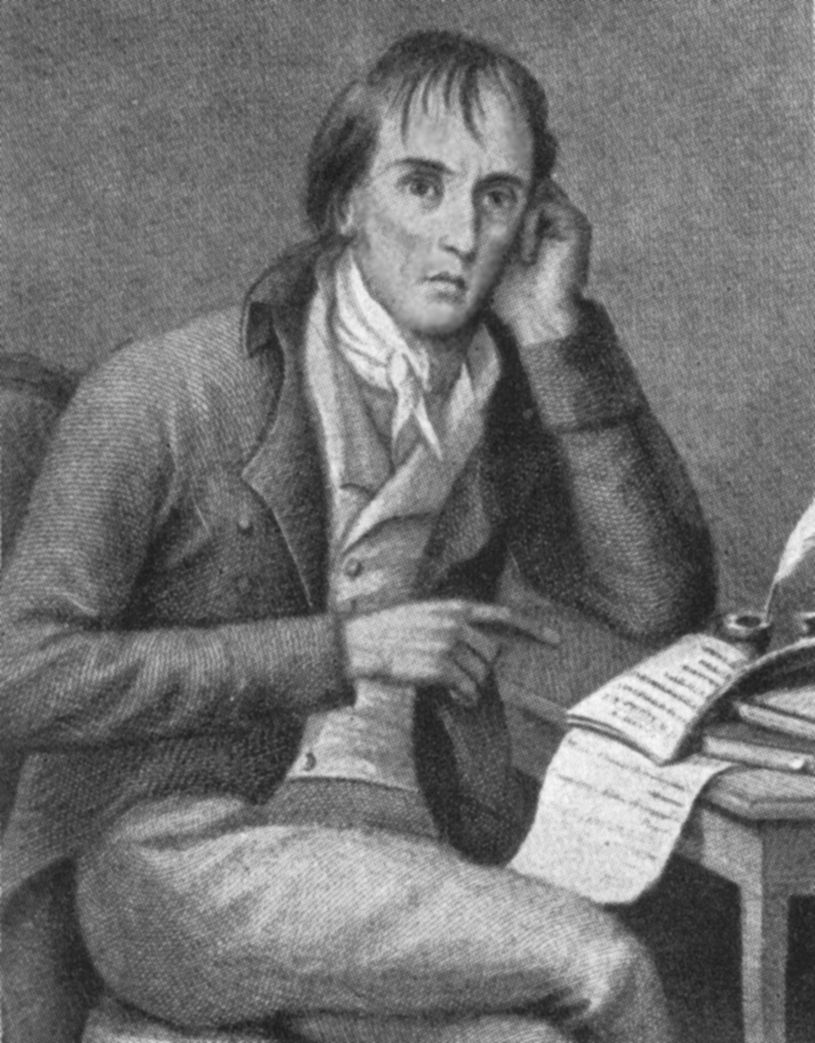
Manuel Maria Barbosa du Bocage

Em 1790 nasceu uma Nova Arcádia, a que pertencia Manuel Maria Barbosa du Bocage, que poderia talvez ter chegado a ser um grande poeta em outras circunstâncias. O seu talento levou-o, no entanto, a reagir contra a mediocridade geral e não se conseguiu elevar a grande altura de maneira sustentada, apesar dos seus sonetos competirem com os de Camões. Também foi um mestre da poesia breve e improvisada, que empregou com sucesso em sua Pena de Talião contra José Agostinho de Macedo. Este sacerdote era um autêntico ditador literário e, em sua obra Vós Burros, ultrapassou a todos os demais poetas na agressividade de suas invectivas, chegando a ter tentado substituir os Lusíadas de Camões com uma obra épica inferior, Oriente. No aspeto positivo, escreveu notáveis obras didáticas e odes aceitáveis e as suas cartas e panfletos políticos mostram conhecimentos e versatilidade. Contudo, a sua influência no ambiente literário de Portugal foi mais negativa que positiva.
Dos restantes membros das Arcádias, o único autor que merece ser mencionado é Curvo Semedo. Dentre os "dissidentes" — autores que se mantiveram fora destas Arcádias —, há três que mostraram independência criativa: José Anastácio da Cunha, Nicolau Tolentino e Francisco Manuel do Nascimento, mais conhecido como Filinto Elísio. O primeiro compôs versos filosóficos e ternos, o segundo retratou os costumes e manias de sua época em quintilhas cheias de talento e realismo e o terceiro viveu no exílio em Paris mantendo o culto pelos poetas do século XVI, apurando a língua de galicismos e enriquecendo-a com numerosas obras, originais e traduzidas: ainda lhe faltasse imaginação, os seus contos ou cenas da vida portuguesa apresentam um interessante cariz realista e as suas traduções em verso livre de os Mártires de Chateaubriand são de destacar. Pouco antes da sua morte converteu-se ao Romantismo e contribuiu para preparar o caminho de seu sucessor, na pessoa de Almeida Garrett.

### Prosa
A prosa do século XVIII está fundamentalmente dedicada a temas científicos, ainda que as cartas de António da Costa, António Ribeiro Sanches e Alexandre de Gusmão tenham valor literário verdadeiro e as de Cavaleiro de Oliveira, menos corretas do ponto de vista do estilo, sejam também úteis como fonte de informação.

### Teatro[carecede fontes?]
Apesar de a Corte portuguesa ter sido restabelecida em Lisboa em 1640, manteve-se o gosto da elite pelas óperas italianas e as obras teatrais francesas, em lugar das representações vernáculas. Em começos do século XVIII surgiram numerosos autores que tentaram em vão fundar um teatro nacional. Suas obras pertencem em geral ao género cómico. Por outra, as "Óperas Portuguesas" de António José da Silva, produzidas entre 1733 e 1741, têm verdadeira força cómica e certa originalidade e, como as de Nicolau Luiz, denunciam com talento os vícios e debilidades de sua época. O último autor, por outra parte, dividia sua atenção entre as comédias heroicas e as "comédias de capa e espada" que obtiveram uma longa popularidade. Ao mesmo tempo, os autores das Arcádias propuseram-se elevar o regular da cena portuguesa, tomando a sua inspiração dos dramaturgos franceses contemporâneos. Mas, em geral, faltava-lhes talento e conseguiram poucos avanços reais. Garção escreveu duas comédias brilhantes; Domingos dos Reis Tira, várias tragédias, e Manuel de Figueiredo recompilou obras em prosa e verso sobre temas nacionais, com as quais encheu treze volumes; foi, no entanto, incapaz de criar personagens duradouros. [carece de fontes?]

## Romantismo e realismo

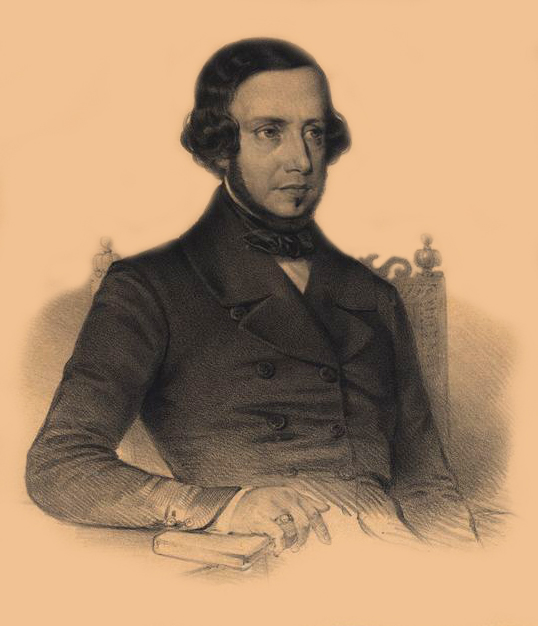
Almeida Garrett retratado por Pedro Augusto Guglielmi.

### Poesia
No início do século XIX, a literatura portuguesa experimentou uma revolução literária iniciada pelo poeta Almeida Garrett, que tinha entrado em contacto com o Romantismo inglês e francês durante o seu exílio e que decidiu basear suas obras na tradição nacional portuguesa. No seu poema narrativo Camões (1825) rompeu com as regras estabelecidas de composição; seguiram-lhe Flores sem Fruto e a coleção de poemas amorosos Folhas Caídas. A sua elegante prosa está recolhida na obra miscelânea Viagens na minha terra.
Entre os primeiros seguidores de Almeida Garrett encontra-se Alexandre Herculano, cuja poesia está cheia de motivos patrióticos e religiosos e de reminiscências de Lamennais. O movimento tornou-se ultrarromântico nas mãos de autores como Castilho, um mestre do verso escasso de ideias, ou nos versos de João de Lemos ou do melancólico Soares de Passos. Tomás Ribeiro, autor do poema patriótico D. Jaime, é sincero em seus conteúdos, mas segue os excessos desta escola no seu gosto pela forma e a melodia.
Em 1865, um grupo de jovens autores liderados por Antero de Quental e pelo futuro presidente Teófilo Braga rebelou-se contra a dominação das letras portuguesas ostentada por Castilho e, influenciados por tendências estrangeiras, proclamou a aliança da Filosofia e da Poesia. Uma feroz guerra de panfletos contribuiu para a queda de Castilho e a poesia ganhou com isso profundeza e realismo, tornando-se também anticristã e revolucionária. Como poeta, Quental deixou Sonetos elegantes e pessimistas, inspirados no neo-budismo e nas ideias agnósticas provenientes da Alemanha, enquanto Braga, positivista, criou uma épica da humanidade, Visão dos Tempos.
Guerra Junqueiro é recordado principalmente como o poeta irónico de Morte de D. João, mas em Pátria também conseguiu invocar à Dinastia de Bragança em algumas cenas poderosas e, em Vós Simples, interpretou a natureza e a vida rural à luz de sua imaginação panteísta. António Gomes Leal, por sua vez, foi um poeta anticristão com toques de Baudelaire, enquanto João de Deus, um dos poetas mais importantes de sua geração, não pertencia a nenhuma escola e tomava sua inspiração das mulheres e a religião. Os seus primeiros poemas, reunidos em Campo de Flores, estão marcado por uma ternura e um misticismo sensual muito portugueses.
Outros poetas interessantes desta época são o sonetista João Penha, o parnasiano Gonçalves Crespo ou o simbolista Eugénio de Castro.

### Teatro
Depois de produzir algumas tragédias clássicas, das quais se destaca Provo, Almeida Garrett propôs-se reformar a cena portuguesa a partir de uma perspetiva autónoma, ainda que tenha tomado algumas das suas ideias da escola anglo-alemã. Com o objetivo de criar um teatro realmente nacional, elegeu temas da história portuguesa e, começando por Um auto-de Gil Vicente, criou uma série de obras em prosa que culminaram com Frei Luís de Sousa, obra prima do teatro português. Os seus imitadores, Mendes Leal e Pinheiro Chagas, caíram no ultrarromantismo, mas Fernando Caldeira e Gervásio Lobato escreveram pequenas comédias vivas e engenhosas, e João da Câmara produziu obras de carácter regional que tiveram sucesso inclusivamente fora de Portugal. Mais tardias foram as obras de Lopes de Mendonça, Júlio Dantas, Marcelino Mesquita ou Eduardo Schwalbach Lucci, que continuaram a nova linha iniciada por Almeida Garrett.

### Romance

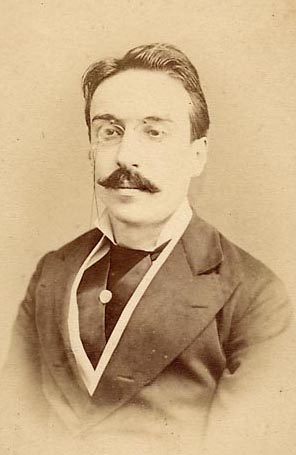
Eça de Queirós

A novela decimonónica portuguesa iniciou-se com obras históricas ao estilo de Walter Scott, escritas por Alexandre Herculano, ao que seguiram Rebelo da Silva com A Mocidade de D. João V, Andrade Corvo, e outros. A novela de costumes deve-se em Portugal a Camilo Castelo Branco, um rico ficcionista que descreve a vida da primeira metade do século em Amor de Perdição, Novelas do Minho e outros. Gomes Coelho (mais conhecido como Júlio Dinis), foi um escritor idealista, romântico e subjetivo, conhecido sobretudo por sua obra As Pupilas do Senhor Reitor. Mas sem dúvida o maior artista do realismo português é José Maria de Eça de Queiroz (em particular Os Maias, A ilustre casa de Ramires, A Capital) , ao que pode se considerar fundador do naturalismo português, e autor de obras como Primo Basílio, Correspondência de Fradique Mendes ou A Cidade e as Serras. Suas personagens sempre são criaturas vivas e muitos de seus bilhetes descritivos e satíricos converteram-se em clássicos. Entre os romancistas menores desta época cabe assinalar, por último, Pinheiro Chagas, Arnaldo Gama, Luís de Magalhães, Teixeira de Queiroz e Malheiro Dias.

### Outros géneros em prosa
A história converteu-se em uma ciência em mãos de Herculano, cuja História de Portugal é tão valiosa pelo seu conteúdo como pelo seu estilo; Joaquim Pedro de Oliveira Martins (maior histórico ibérico no XIX Século, de acordo com Unamuno), por sua vez, criou interessantes personagens e cenas nas suas obras Os Filhos de D. João e Vida de Nuno Álvares. As Farpas, de Ramalho Ortigão, distingue-se pelo seu sentido do humor, ao igual que as obras de Fialho de Almeida (Os Gatos, O pais das uvas), no conto se destaca Trindade Coelho (Os meus amores) e Júlio César Machado nos contos de viagens. A crítica literária, por outro lado, está representada sobretudo por Luciano Cordeiro e Moniz Barreto. A revista Panorama, dirigida por Herculano, ostentava uma importante influência sobre as letras portuguesas nesta época, influência que foi desaparecendo com o passar dos anos. Como ensaísta original, destaca-se Jayme de Magalhaes Lima, admirador de Tolstoi e seu primeiro introdutor em Portugal (As doutrinas do Conde Leao Tolstoi, 1892).

## Séculos XX e XXI

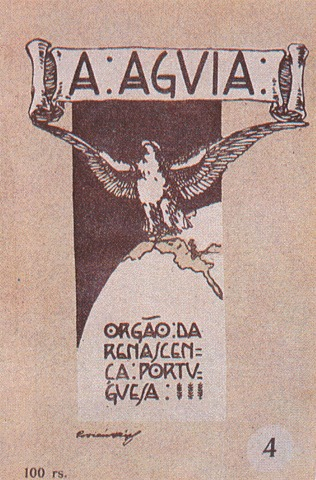
Portada do n.º 4 (1912) de A Águia, órgão de expressão da Renascença Portuguesa.

A princípios do século XX surgiu o grupo da "Renascença Portuguesa", em torno da revista A Águia, ao redor do qual se integrava o movimento conhecido como Saudosismo, nostálgico e subjetivo, e cujo máximo representante era o poeta Teixeira de Pascoaes. No entanto, o grande poeta de começos do século é Fernando Pessoa, que não atingiu um grande sucesso em vida, mas que, depois de sua morte, tem passado a ser considerado (a par de Camões) como o melhor poeta português de todos os tempos. Sua obra poética baseia-se na invenção de diferentes vozes poéticas ou heterónimos (Álvaro de Campos, Alberto Caeiro, Ricardo Reis ou Bernardo Soares, entre outros), cada um deles com uma personalidade e um estilo poético próprios. Outro poeta desta época, que compartilhou páginas com Pessoa na revista modernista Orpheu foi Mário de Sá-Carneiro, poeta que se suicidou em Paris em 1916. Também José Régio sobressaiu como poeta e dramaturgo.
Em meados do século, surgem duas tendências opostas na literatura portuguesa: um deles em torno da revista Presença, mais próxima ao Modernismo, ainda Idealista, e o outro e em oposição a esse, constituiu-se como neorrealismo, de feição Materialista, politicamente "engagé" em confronto com o regime salazarista, em torno da colecção Novo Cancioneiro, com figuras como Álvaro Feijó, João José Cochofel, Carlos de Oliveira ou Manuel da Fonseca. Também nesta época existia o grupo surrealista de Lisboa, cujas figuras principais eram António Pedro, Mário Cesariny de Vasconcelos e Alexandre O'Neill.
No caso do teatro, também em meados do século XX, cabe destacar as figuras de Júlio Dantas, Raul Brandão e José Régio. O contexto político da ditadura fomentou posteriormente uma nova literatura "de intervenção", que se popularizou graças a nomes como Bernardo Santareno, Luís Francisco Rebelo, José Cardoso Pires ou Luís de Sttau Monteiro.
A princípios dos anos 1970, em plena ditadura, publicaram-se uma série de obras em prosa e em verso de Maria Isabel Barreno, Maria Teresa Horta e Maria Velho da Costa que publicaram uma grande polémica, devido ao seu conteúdo erótico e feminista; sua publicação foi proibida, e só puderam reimprimir-se depois da queda da ditadura. Outra poetisa destacada desta mesma época foi Sophia de Mello Breyner Andresen, autora de uma ampla obra poética.
Nos últimos anos do século XX, e a começos do XXI, a literatura portuguesa em prosa tem demonstrado uma grande vitalidade, graças a escritores como António Lobo Antunes e sobretudo o Prémio Nobel de Literatura José Saramago, autor de novelas como Ensaio sobre a cegueira, O Evangelho segundo Jesus Cristo ou A caverna.

## Poesia
Na poesia, Luís de Camões e Fernando Pessoa são considerados como estando entre os maiores poetas portugueses de todos os tempos, aos quais se pode acrescentar Eugénio de Andrade, Florbela Espanca, Cesário Verde, Mário de Sá-Carneiro, Sophia de Mello Breyner, António Ramos Rosa, Mário Cesariny, Gomes Leal, Antero de Quental, Guerra Junqueiro, António Nobre, Herberto Helder, António Aleixo, Bartolomeu Valente entre outros.

## Prosa
Na prosa, Damião de Góis, Padre António Vieira, Almeida Garrett, Alexandre Herculano, Camilo Castelo Branco, Eça de Queirós, Sóror Mariana Alcoforado, Maria Pia de Saxe-Coburgo e Bragança, Aquilino Ribeiro, Miguel Torga, Jorge de Sena, Fernando Namora, José Cardoso Pires, Teolinda Gersão, António Lobo Antunes e José Saramago (prémio Nobel) são nomes de grande relevo.

## Teatro
No teatro, destaca-se a figura maior de Gil Vicente, porém nomes como António José da Silva e Bernardo Santareno merecem ser citados.

## Ligação externa
- Cronologia da literatura portuguesa, estudos e materiais didáticos
- Portugueses de Papel Uma base de dados sobre personagens portugueses de romances brasileiros.